# Désiré-Henri Prys

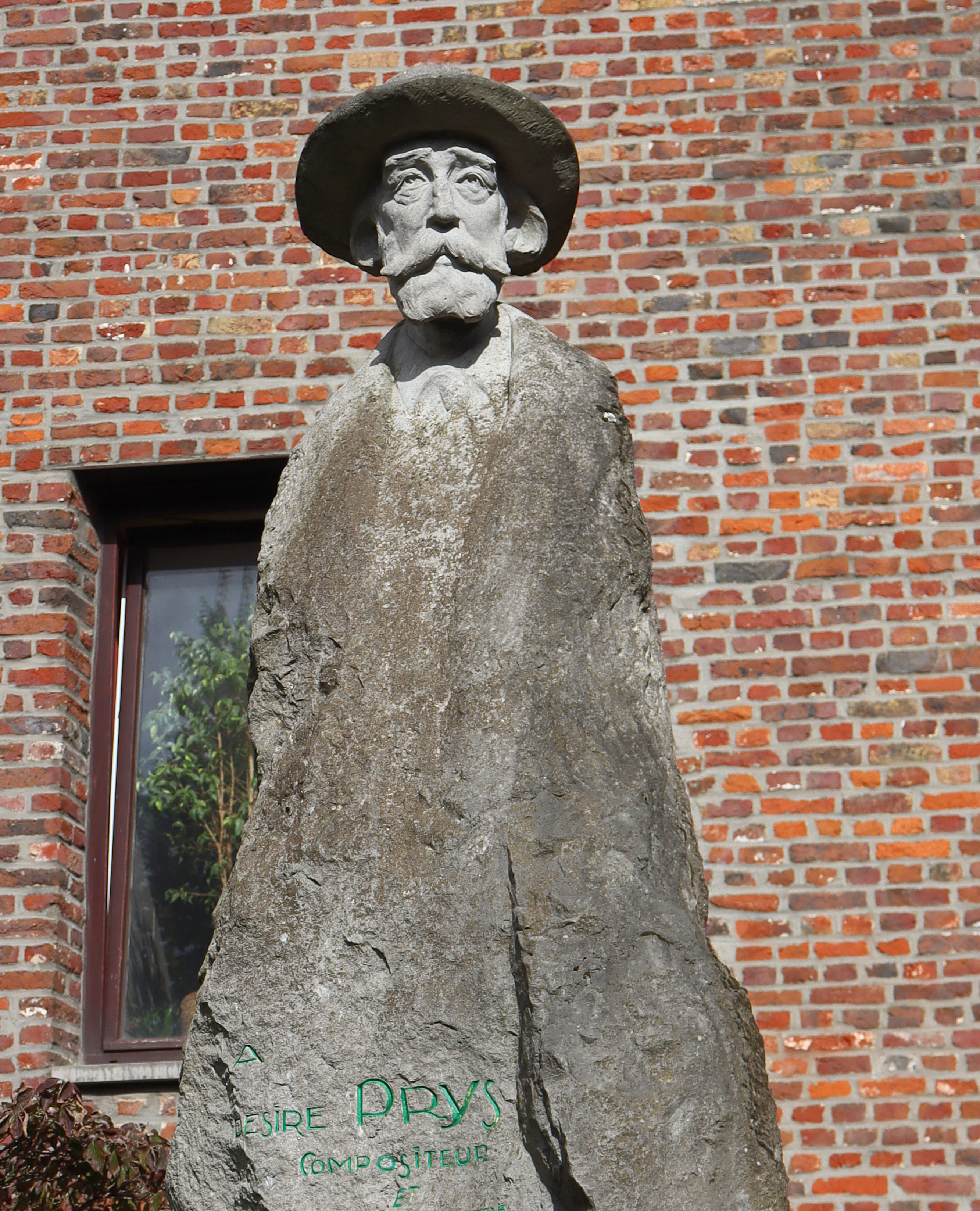
Denkmal von Désiré Prys in Mons

Désiré-Henri Prys  (* 8. November 1852 in Mons; † 1932 ebenda) war ein belgischer Komponist und Dirigent.

## Leben
Désiré-Henri (Dré) Prys wurde am 8. November 1852 in Mons geboren und verstarb ebenda im Jahre 1932. Zunächst studierte er am Konservatorium seiner Heimatstadt Violine, Posaune und Komposition. 1877 wurde er Erster Violinist des Kursaalorchesters von Ostende und zwischen 1882 und 1891 auch dessen Zweiter Dirigent. Weitere Stationen seines beruflichen Werdegangs waren:
- 1880–1882 Repetitor, Dirigent und Direktor des Theaters in Mons
- 1883 Erster Dirigent der Theater in Tournai und Versailles
- 1884–1887 Dirigent des Schauspielhauses in Antwerpen
- 1886 Dirigent des Théâtre Royal in Liegé

Daneben war er Leiter des Orchesters der Garde-Civic in Mons und des Harmonieorchesters in Frameries. Als Komponist bediente er alle Gattungen der Vokal- und Instrumentalmusik.

## Werke (Auswahl)

### Eigene Werke
- Dolorès. Opérette. Paroles de Frédéric Descamps (UA 1883, Mons)
- Fréquentâche! Opéra comique en 1 acte (gedruckt 1910)
- Les Amours de Pierrot. Opera comique en 1 acte. Paroles de Milbert-Lair
- Les Violettes. Suite de valses pour piano (gedruckt 1876)
- Salut aux Grands. Sonnerie pour cuivres (1885)
- Soubrette et Valet. Opéra comique en 1 acte. Paroles de L. Attenelle.
- Victoire!!! Marche pour orchestre

### Bearbeitungen fremder Werke
- Hamlet. Fantaisie pour orchestre sur l’opéra de Ambroise Thomas (1887)
- La Bière (Antoine Clesse). Arrangement pour orchestra (1887)
- La Traviata. Fantaisie pour orchestre sur l’opéra de Giuseppe Verdi (1887)
- Le Rendez-vous de Chasse (Gioacchino Rossini). Transcription symphonique (1887)
- Mignon. Fantaisie pour orchestre sur l’opéra de Ambroise Thomas (1887)
- Mons en Raout. Revue-opérette en 3 actes de Mm. Bézypont, Pignon et Thomassin. Musique arrangée par M. D. Prys (gedruckt 1907)